# ژو لینگ
ژو لینگ (چینی: 朱玲؛ زادهٔ ۱۰ ژوئیه ۱۹۵۷) بازیکن والیبال اهل چین است.
وی در مسابقات کشوری و بین‌المللی در مجموع برندهٔ ۲ مدال طلا شده‌است.